# Тиньков, Игорь Владимирович
Игорь Владимирович Тиньков (р. 3 октября 1968, Елец, Липецкая область) — российский государственный деятель, председатель Липецкого городского Совета депутатов (2011—2020), заместитель председателя правительства Орловской области (с 2020).

## Биография
И. В. Тиньков родился в Ельце Липецкой области. После окончания средней школы и службы в армии поступил в Ярославское высшее военное финансовое училище. Затем закончил 4 высших учебных заведения: Московский коммерческий институт, Воронежскую государственную архитектурно-строительную академию, Липецкий институт права и экономики, Воронежский государственный аграрный университет (ВГАУ). В 2003 окончил аспирантуру ВГАУ и получил степень кандидата экономических наук.
В 1988—1991 работал в НПК «Энергия» (бывший Елецкий элементный завод, ныне — ОАО «Энергия»), в 1991—1997 — заместителем директора Елецкого филиала НПЦ «Космос», в 1997—1998 — директором фонда развития физкультуры г. Ельца, в 1998—1999 — начальником отдела Елецкого филиала универсального акционерного коммерческого банка «Уникомбанк». В 2000 назначен заместителем генерального директора, а в 2001 — генеральным директором ЗАО «Росинка» в Липецке. В 2006—2011 — председатель Совета директоров ОАО «Компания „Росинка“». В 2007—2011 — заместитель председателя Союза промышленников и предпринимателей Липецкой области.
В 2005 Игорь Тиньков избран депутатом Липецкого городского Совета депутатов. Входил в состав постоянных комиссий Совета по экономике, бюджету и муниципальной собственности и по промышленности, транспорту и предпринимательству. С 29 ноября 2011 по 31 марта 2020 — председатель Липецкого городского Совета депутатов. 6 апреля 2020 года назначен заместителем председателя правительства Орловской области. 
С мая 2017 по март 2020 Тиньков — президент волейбольного клуба «Липецк» (без отрыва от основной деятельности).

## Награды и звания
- Медаль «За отличие в ликвидации последствий чрезвычайной ситуации»;
- почётная грамота Министерства сельского хозяйства Российской Федерации;
- почётная грамота администрации Липецкой области и Липецкого областного Совета депутатов;
- юбилейная медаль «Во славу Липецкой области»;
- знак отличия «За заслуги перед городом Липецком»;
- почётный знак «За честь и доблесть» (премия общественного комитета «Российский национальный Олимп»);
- почётные грамоты администрации Липецка и Липецкого городского Совета депутатов;
- победитель Российского конкурса «Менеджер года — 2007» (номинация «Пищевая промышленность»);
- лауреат регионального и всероссийского конкурсов «Профессиональная команда страны» (2007).